# 大村綾人
大村 綾人（おおむら あやと、1980年5月15日 - ）は、日本の放送作家。埼玉県出身。2006年中央大学文学部哲学専攻卒業別名義はミラッキ。

## 来歴・人物
少年時代にTBSラジオ『伊集院光 深夜の馬鹿力』を聴いたのをきっかけにラジオの世界に興味を持ち、2001年1月、大学在学中に放送作家としてデビューした。
大村綾人という名前はラジオネームを考える際に観ていた映画『パラサイト・イヴ』の出演者だった女優の大村彩子（当時は子役）に由来し、『伊集院光 深夜の馬鹿力』にはその名義で投稿していた。
ジャンルや放送形態を問わず構成をおこなっており、アイドル、アニメ・声優の番組、落語番組などを担当している。また、文化放送『レコメン!』の立ち上げメンバーの1人である。最長で担当している番組は文化放送『テニスの王子様 オン・ザ・レイディオ』シリーズである。
bayfm『9の音粋』『シン・ラジオ -ヒューマニスタは、かく語りき-』では構成のみでなく、パーソナリティとしても参加している。同業の藤井青銅、色川奈津子と共に始めたポッドキャスト番組『三人寄れば無駄な知恵』でもパーソナリティを務めている。
ラジオ番組を担当していた縁で、2019年6月に放送されたテレビ東京『乃木坂工事中』で当時メンバーだった佐々木琴子の魅力について語ったことがある。また、将棋に造詣が深く、BLOGOSで羽生善治に関する記事を執筆したこともある。
2024年の自身の誕生日にホームページを開設した。

## 主な担当番組

### ラジオ
現在放送中の主な番組
- 志の輔ラジオ 落語DEデート（文化放送）[12]
- 大竹まこと ゴールデンラジオ（文化放送）[13]
- Hey! Say! 7 UltraJUMP（文化放送）[14]
- 菊池桃子のライオンミュージックサタデー（文化放送）[15]
- 乃木坂46の「の」（文化放送）[13]
- 新テニスの王子様オン・ザ・レイディオ（文化放送）[7]
- 9の音粋（ベイエフエム）※月曜パーソナリティも兼任[2]
- シン・ラジオ -ヒューマニスタは、かく語りき-（ベイエフエム）※木曜パーソナリティも兼任[8]

放送が終了した主な番組
- 超機動放送アニゲマスター（文化放送） ※サブ作家としての初仕事[16]
- 桜塚やっくんのスケバン連合緊急集会（文化放送）[16]
- リッスン? 〜Live 4 Life〜（文化放送） ※曽根由紀江、やなぎなぎの担当曜日を担当[16]
  - リッスン? 2-3（文化放送）[16]
- A&Gリクエストアワー 阿澄佳奈のキミまち!（文化放送・超!A&G+）[17]
- 佐々木琴子のトップギア（文化放送・超!A&G+）[9]
- パーパー あいなぷぅのたたかわないヒロインが好き（文化放送）[16]
- クラスメイトは大友花恋（文化放送）[16]
- SHIBA-HAMAラジオ（文化放送）[16]
- らくごのデンパ（文化放送）[16]
- 矢野・小南絵物語WA-GEI（文化放送）[16]
- 鷲崎健のヒマからぼたもち（文化放送）[18]
- 刀剣乱舞2.5ラジオ（ニッポン放送）[16]
- 小野坂・秦の8年つづくラジオ（ラジオ関西）[6]

### インターネット番組
現在放送中の主な番組
- 鷲崎健のヨルナイト×ヨルナイト（超!A&G+・ニコニコ生放送）※水曜日のみ[19]
- ワシザキスタイル☆ヨシオカモード（超!A&G+）[16]
- 中元日芽香の「な」（PodcastQR）[20]
- 高野麻里佳のスーパーマリカクラブ（音泉）[14]
- 高田憂希・千本木彩花のしゃかりきちゃん（ニコニコ動画）[6]
- 紡木吏佐・林鼓子の私立リサココ超!学園（超アニメディアチャンネル、ニコニコ動画）[16]
- 三人寄れば無駄な知恵2（audiobook.jp、ポッドキャスト）※パーソナリティも兼任[2]

放送が終了した主な番組
- 永塚拓馬のココだけ!（ニコニコ生放送）[14]
- 木曜だからゲッチャ!（ニコニコ生放送）[14]
- 吉岡茉祐 MY closet（声優グランプリチャンネル）[16]
- ショウヤノオト-LIVE-（声グラオトメチャンネル）[16]
- 加隈亜衣・大西沙織のキャン丁目キャン番地（ニコニコ動画・OPENREC.tv）[14]
- 豊田萌絵のアイドル畑でつかまえて（超!A&G+）[9]
- 波止工業宣伝部RADIO（声優グランプリチャンネル、ニコニコ動画、YouTube）[16]
- マンアシラジオ（HiBiKi Radio Station）[16]